# Elfstedentocht

Elfstedentocht-Denkmal (Fotomosaik) an einer Brücke bei Giekerk

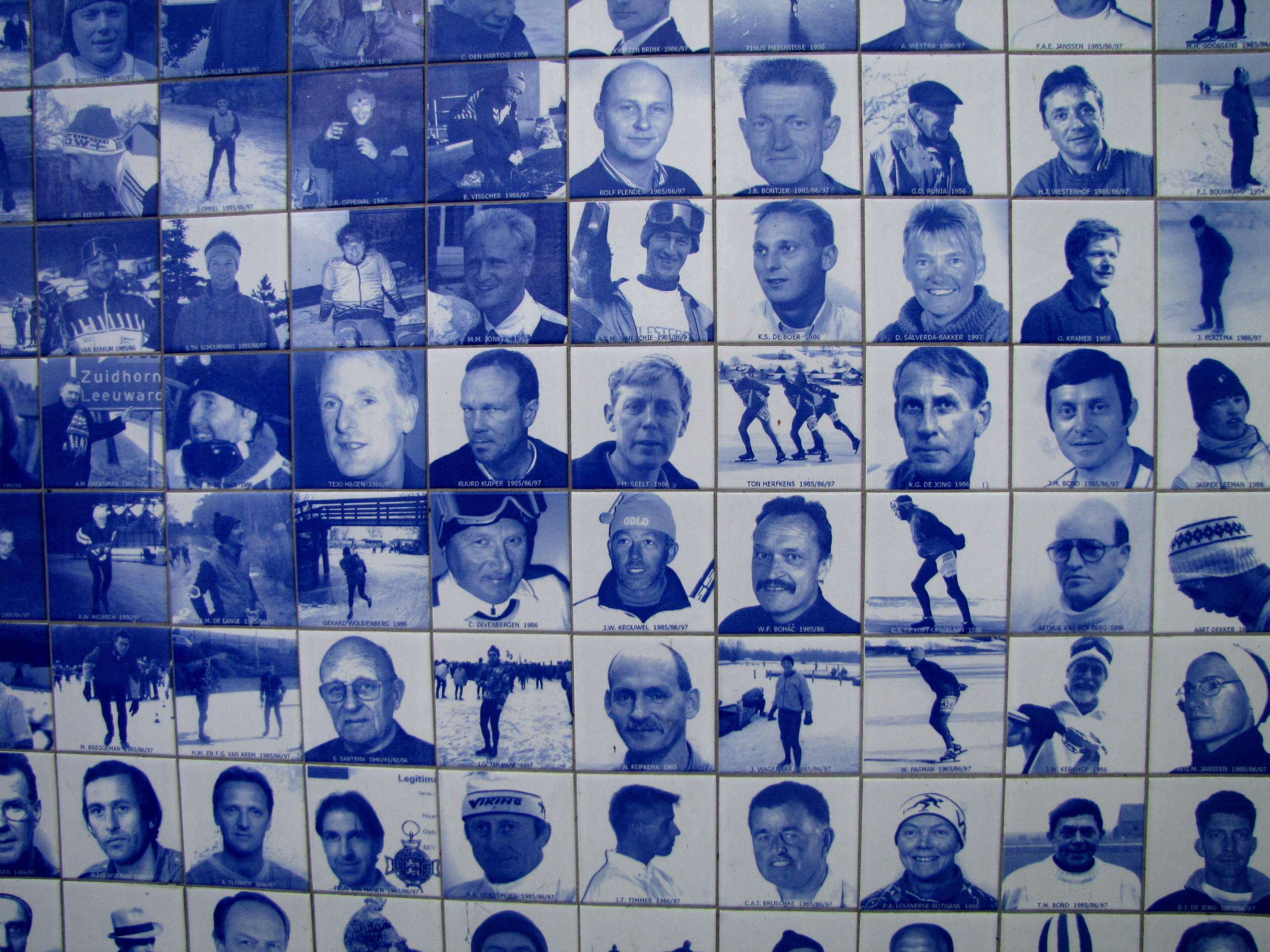
Detail (Mosaikfliesen) des Elfstedentocht-Denkmals

Elfstedentocht (niederländisch), auch Alvestêdetocht (friesisch) oder deutsch Elfstädtetour, ist die Bezeichnung für ein Natureis-Langstreckenrennen im Eisschnelllauf, das in den Niederlanden stattfindet und als bedeutendes kulturelles Ereignis erlebt wird.
Eine Elfstedentocht wird in strengen Wintern in der niederländischen Provinz Friesland (friesisch Fryslân) auf zugefrorenen Entwässerungskanälen, Flüssen und Seen durchgeführt, entlang der elf friesischen Orte mit historischem Stadtrecht, und zieht bis zu 17.000 Läufer und 1,5 Millionen Zuschauer an. Seit der ersten Elfstedentocht im Jahre 1909 wurde die wetterabhängige „Tour der Touren“ bisher fünfzehnmal durchgeführt, zuletzt 1997.

## Strecke

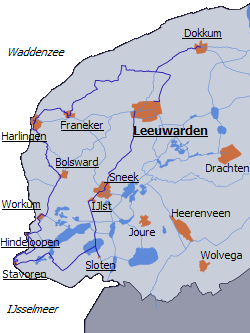
Verlauf der Elfstedentocht

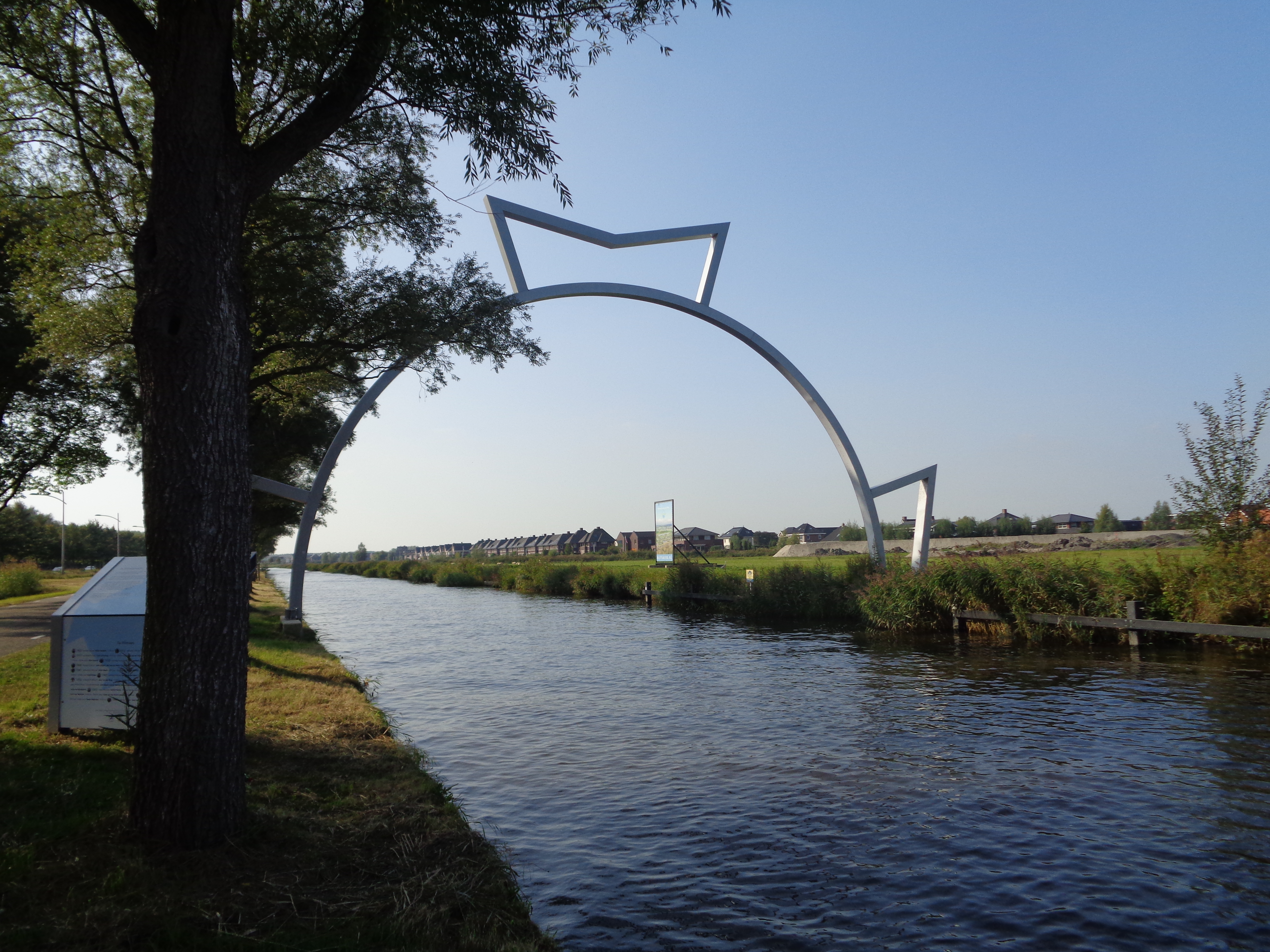
2019 errichteter Bogen am Ziel der Elfstedentocht

Über zugefrorene Kanäle und kleine Seen führt die fast 200 Kilometer lange Strecke vom Kanal Zwette in Leeuwarden im Uhrzeigersinn über zehn weitere friesische Städte und dann zurück nach Leeuwarden, wo sich das Ziel am nordöstlichen Stadtrand auf der Bonkevaart befindet. Zwischen dem Weiler Bartlehiem und Dokkum wird ein längerer Abschnitt in beide Richtungen gelaufen.
Bis 1933 und im Jahr 1941 wurde die Strecke gegen den Uhrzeigersinn gelaufen.
| Friesisch  | Niederländisch | km ab Start |
| ---------- | -------------- | ----------- |
| Snits      | Sneek          | 022         |
| Drylts     | IJlst          | 026         |
| Sleat      | Sloten         | 040         |
| Starum     | Stavoren       | 066         |
| Hylpen     | Hindeloopen    | 077         |
| Warkum     | Workum         | 086         |
| Boalsert   | Bolsward       | 099         |
| Harns      | Harlingen      | 116         |
| Frjentsjer | Franeker       | 129         |
| Dokkum     | Dokkum         | 174         |
| Ljouwert   | Leeuwarden     | 199         |

## Organisation

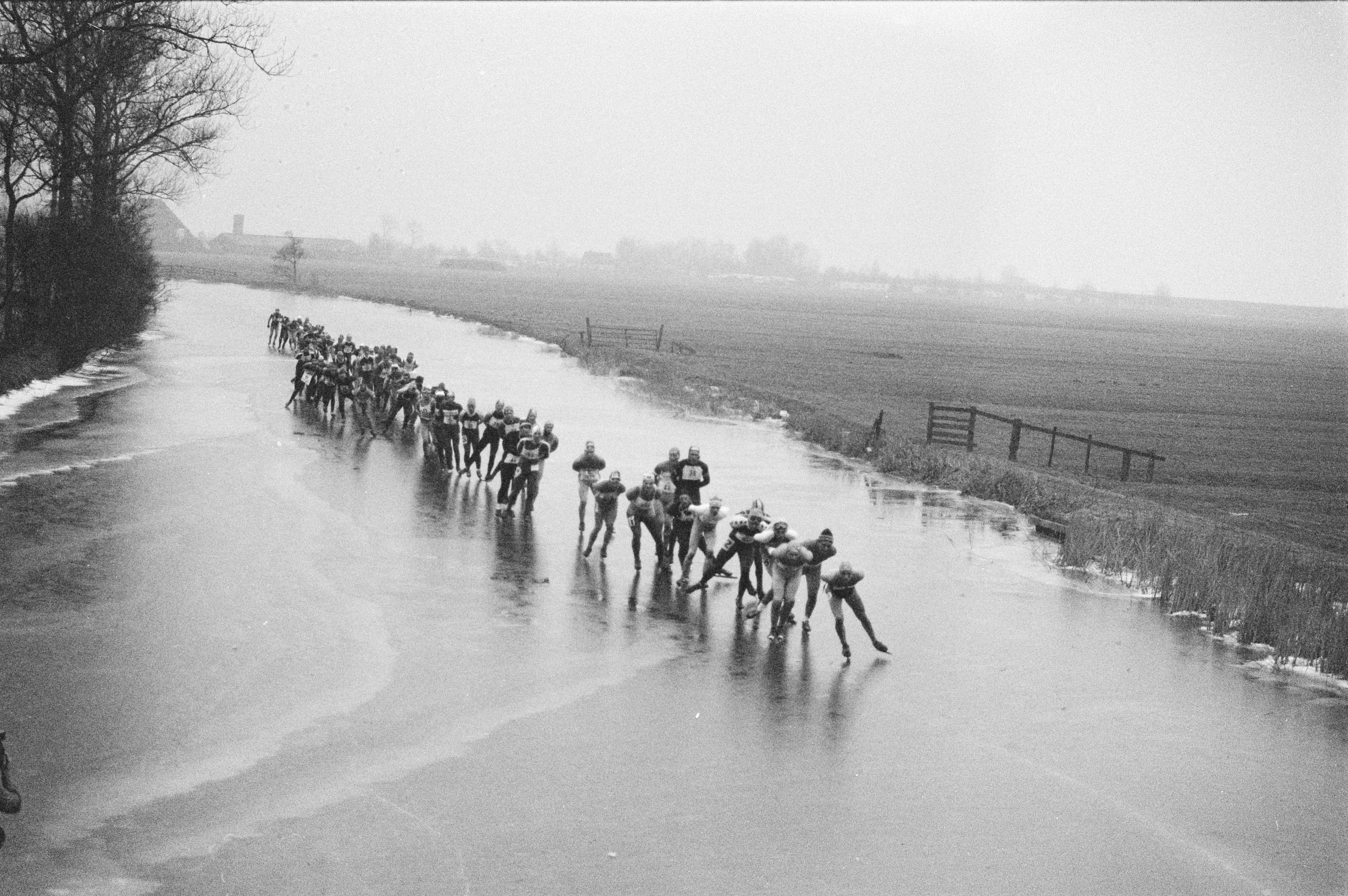
Elfstedentocht 1985

Veranstaltet wird das Ereignis von dem Verein Koninklijke Vereniging de Friesche Elf Steden (deutsch Königliche Vereinigung die Friesischen Elf Städte), der etwa 30.000 Mitglieder hat. Eine Elfstedentocht findet nur statt, wenn die Eisdicke auf der gesamten Strecke mindestens 15 cm beträgt. Eventuell wird dafür das Eis an einigen kritischen Stellen durch Implantation von Eisplatten verstärkt.
Nur Mitglieder des Vereins dürfen an der Tour teilnehmen. Startberechtigt sind alle Mitglieder, die am 1. Juni 2014 Mitglied waren. Später eingetretene Mitglieder können das Startrecht über eine Warteliste erlangen. Diese Regelung wurde im Dezember 2014 eingeführt und gilt seit dem Winter 2015/16. Zuvor wurden etwa 16.000 Startplätze größtenteils unter den Mitgliedern verlost. Diese hatten in jedem zweiten Winter das Recht, an der Elfstedentocht teilzunehmen – sofern sie stattfand. Neben den ausgelosten Läufern hatte auch ein Teil jener Mitglieder Startrecht, die schon 1986 Mitglied des Vereins waren. Das Startrecht ist nicht übertragbar.
Es gibt zwei Kategorien von Teilnehmern: Tourenfahrer („toertochtrijders“) und Wettkampfläufer („wedstrijdrijders“). Gestartet wird gruppenweise schon ab den frühen Morgenstunden, angefangen wird mit den Wettkampfläufern.
Es gibt mehrere Kontrollposten, an dem die Kontrollkarte jedes Teilnehmers abgestempelt werden muss. Für manche Kontrollposten gibt es feste Schließzeiten; verspätet eintreffende Fahrer dürfen die Tour nicht fortsetzen. Der letzte Kontrollposten am Ziel in Leeuwarden schließt um Mitternacht. Wer die Elfstedentocht in voller Länge absolviert, alle Stempel eingesammelt und vor Mitternacht das Ziel erreicht hat, erhält das Elfstedenkruisje, eine Medaille in Form eines Malteserkreuzes. Die Wettkampfteilnehmer bekommen das Elfstedenkruisje nur, wenn sie die Siegerzeit um nicht mehr als 20 % überschreiten. Für den Gesamtsieger, sowie die ersten elf Plätze, jeweils der Männer- und Frauenwertung, gibt es zusätzlich gesonderte Preise.

## Geschichte
Inoffizielle Touren gab es schon im 18. und 19. Jahrhundert. Offiziell wurden bisher 15 Elf-Städte-Touren durchgeführt.
- Wochenschau zur 5. Elfstedentocht 1933
- Wochenschau zur 8. Elfstedentocht 1942
- Wochenschau zur 9. Elfstedentocht 1947
- Wochenschau zur 10. Elfstedentocht 1954

| Aufl. | Jahr | Datum        | Teiln. (Start) | Teiln. (Ziel) | Sieger                                                              | Wohnort                                       | Zeit (h) | km    |
| ----- | ---- | ------------ | -------------- | ------------- | ------------------------------------------------------------------- | --------------------------------------------- | -------- | ----- |
| 1.    | 1909 | 02. Januar   | 023            | 07            | Minne Hoekstra                                                      | Warga                                         | 13:50    | 189   |
| 2.    | 1912 | 07. Februar  | 063            | 024           | Coen de Koning                                                      | Arnhem                                        | 11:40    | 189   |
| 3.    | 1917 | 27. Januar   | 0150           | 092           | Coen de Koning (2)                                                  | Etten-Leur                                    | 09:53    | 189   |
| 4.    | 1929 | 12. Februar  | 0301           | 0114          | Karst Leemburg                                                      | Leeuwarden                                    | 11:09    | 191   |
| 5.    | 1933 | 16. Dezember | 0512           | 0481          | Abe de Vries Sipke Castelein                                        | Dronrijp Wartena                              | 09:53    | 195   |
| 6.    | 1940 | 30. Januar   | 03.404         | 0152          | Piet Keijzer Auke Adema Cor Jongert Durk van der Duim Sjouke Westra | De Lier Frjentsjer Alkmaar Warga Warmenhuizen | 11:30    | 198,5 |
| 7.    | 1941 | 06. Februar  | 01.900         | 01.672        | Auke Adema                                                          | Frjentsjer                                    | 09:19    | 198,5 |
| 8.    | 1942 | 22. Januar   | 04.832         | 03.936        | Sietze de Groot                                                     | Weidum                                        | 08:44    | 198   |
| 9.    | 1947 | 08. Februar  | 02.061         | 0309          | Jan van der Hoorn                                                   | Ter Aar                                       | 10:51    | 191   |
| 10.   | 1954 | 03. Februar  | 02.735         | 02.206        | Jeen van den Berg                                                   | Heerenveen                                    | 07:35    | 198,5 |
| 11.   | 1956 | 14. Februar  | 06.329         | 04.843        | - (*)                                                               |                                               |          | 190,5 |
| 12.   | 1963 | 18. Januar   | 09.862         | 0126          | Reinier Paping                                                      | Ommen                                         | 10:59    | 196,5 |
| 13.   | 1985 | 21. Februar  | 16.455         | 13.290        | Evert van Benthem                                                   | St. Jansklooster                              | 06:47    | 196,8 |
| 14.   | 1986 | 26. Februar  | 16.999         | 14.989        | Evert van Benthem (2)                                               | St. Jansklooster                              | 06:55    | 199,3 |
| 15.   | 1997 | 04. Januar   | 16.738         | 11.460        | Henk Angenent                                                       | Woubrugge                                     | 06:49    | 199,6 |

 Bei der Kältewelle in Europa 2012 gab es im Februar 2012 keine Tour. Grund hierfür war die zu geringe Eisdicke auf der Strecke. Während der Zeit der deutschen Besetzung der Niederlande fand die Tour zweimal (1941 und 1942) statt. 

## Bedeutung
Die Bedeutung der Elfstedentocht in den Niederlanden ist hoch. Die Elfstedentocht ist nicht nur eine populäre reale Veranstaltung, sondern ein nationaler Mythos. Sie wird „die Tour der Touren“ (fy: tocht fan de tochten, nl: tocht der tochten) genannt. Sobald es in einem Winter mehrere Tage lang friert, wird in den Medien über eine Neuauflage der Veranstaltung diskutiert. Der Niederländische Wetterdienst (KNMI) hält ein Dossier auf seiner Website aktuell und veröffentlicht umfangreiche Modellrechnungen zu der zu erwartenden Eisdicke in den folgenden Tagen. Fernsehanstalten senden Außenreporter zu den Kanälen, um über die Zunahme der Eisdicke zu berichten.

## Trivia
- Da das Wetter selten eine Elfstedentocht zulässt, wurde eine Alternative Elfstedentocht eingerichtet, die seit 1989 jährlich im Januar auf dem Weißensee in Kärnten ausgetragen wird.
- 1986 nahm der jetzige König Willem-Alexander an der Elfstedentocht teil, und zwar unter dem Namen W.A. van Buren.[8]
- Auch in anderen Sportarten gibt es Rennen und Touren entlang dieser elf friesischen Städte.
  - Seit 1912 existiert eine Radtour (Fietselfstedentocht) am Pfingstmontag mit (heutzutage) 15.000 Teilnehmern.[9]
  - Seit 1946 wird eine Fünf-Tage-Wanderung (11-Stedenwandeltocht) in der Himmelfahrtswoche durchgeführt.[10]
  - Seit 1985 gibt es jedes Jahr im Mai eine als Elfsteden Roeimarathon bezeichnete Ruderregatta.
  - Im Juni 2019 gelang Maarten van der Weijden die schwimmende Elfstedentocht.[11]
- Wer sowohl die Elfstedentocht als auch die Fietselfstedentocht und die 11-Stedenwandeltocht (nicht zwangsläufig im selben Jahr) erfolgreich beendet hat, erhält seit 1987 auf Wunsch ein handkalligraphiertes Diplom. Mehr als eintausend solcher Auszeichnungen konnten bereits verliehen werden.[12]

## Film
Die zwölfte Elfstedentocht im Jahr 1963 ist Thema eines Spielfilms des Regisseurs Steven de Jong mit dem Titel De hel van '63 (Die Hölle von '63), der 2009 in die niederländischen Kinos kam. Trotz schlechter Kritiken erreichte der Film eine so hohe Zuschauerzahl, dass der Regisseur die Gouden Filmtrofee (Goldener Filmpreis) erhielt.

## Musical
Im Jahr 2023 wird in Leeuwarden ein Musical in einer eigens hierfür gebauten Halle über eine fiktive Geschichte von mehreren Teilnehmern der Elfstedentocht aufgeführt.